# خيال علمي سهل

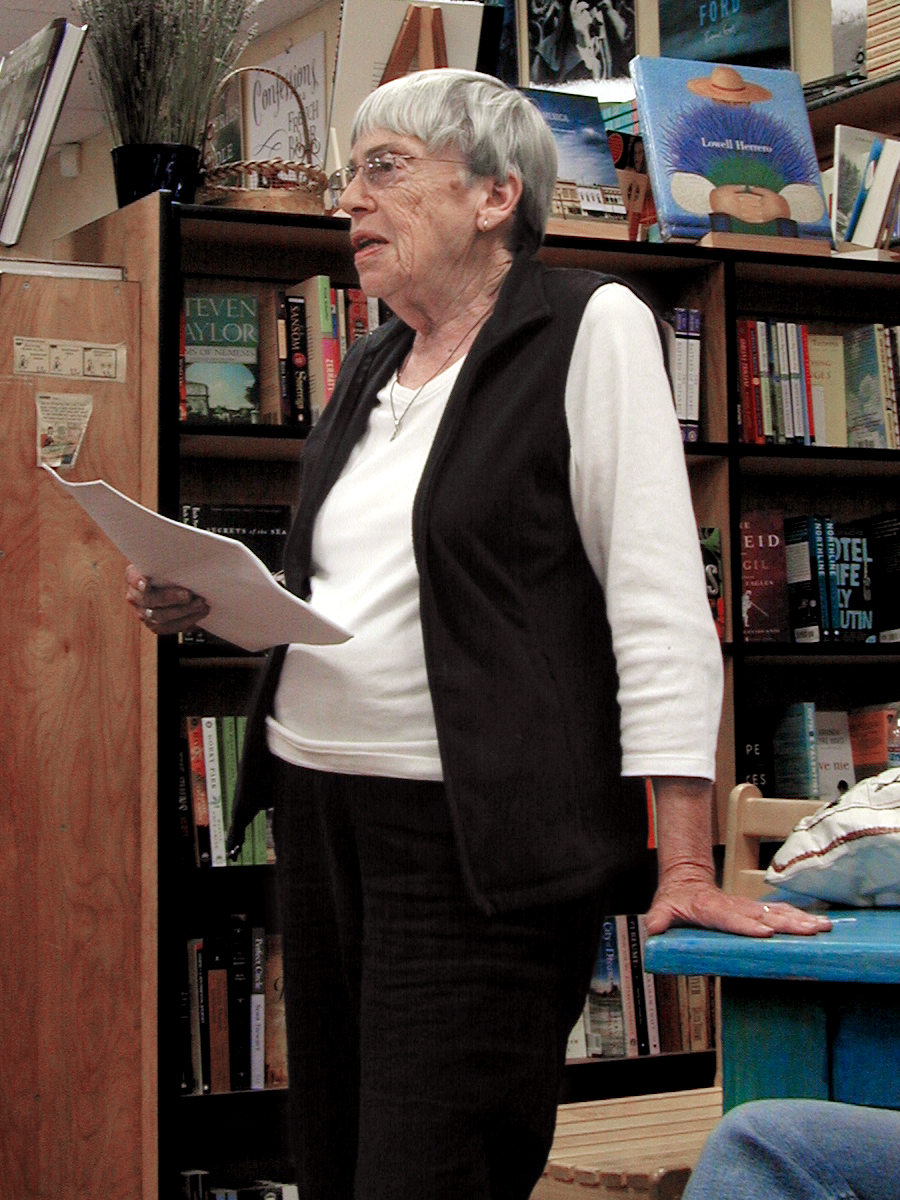
أورسولا لي جوين، إحدى أهم كاتبات الخيال العلمي السهل

الخيال العلمي السهل (بالإنجليزية: Soft science fiction)‏، هي فئة من الخيال العلمي تقوم على أحد شيئين (أو كلاهما): استكشاف العلوم «السهلة»، وبالأخص العلوم الاجتماعية (مثل علوم الإنسانيات والاجتماع والنفس والعلوم السياسية وغيرها)، بدلا من الهندسة أو العلوم «الصعبة» (مثل والفيزياء وعلم الفلك والكيمياء)، أو لا تركز على الدقة العلمية. يهتم الخيال العلمي السهل أكثر بالتأمل في الشخصيات والمجتمعات، بدلا من التأمل بالجانب العلمي أو الهندسي. ويعد هذا الصنف تكملة للخيال العلمي الصعب. ظهر المصطلح لأول مرة في أواخر السبعينات.

## تعريف

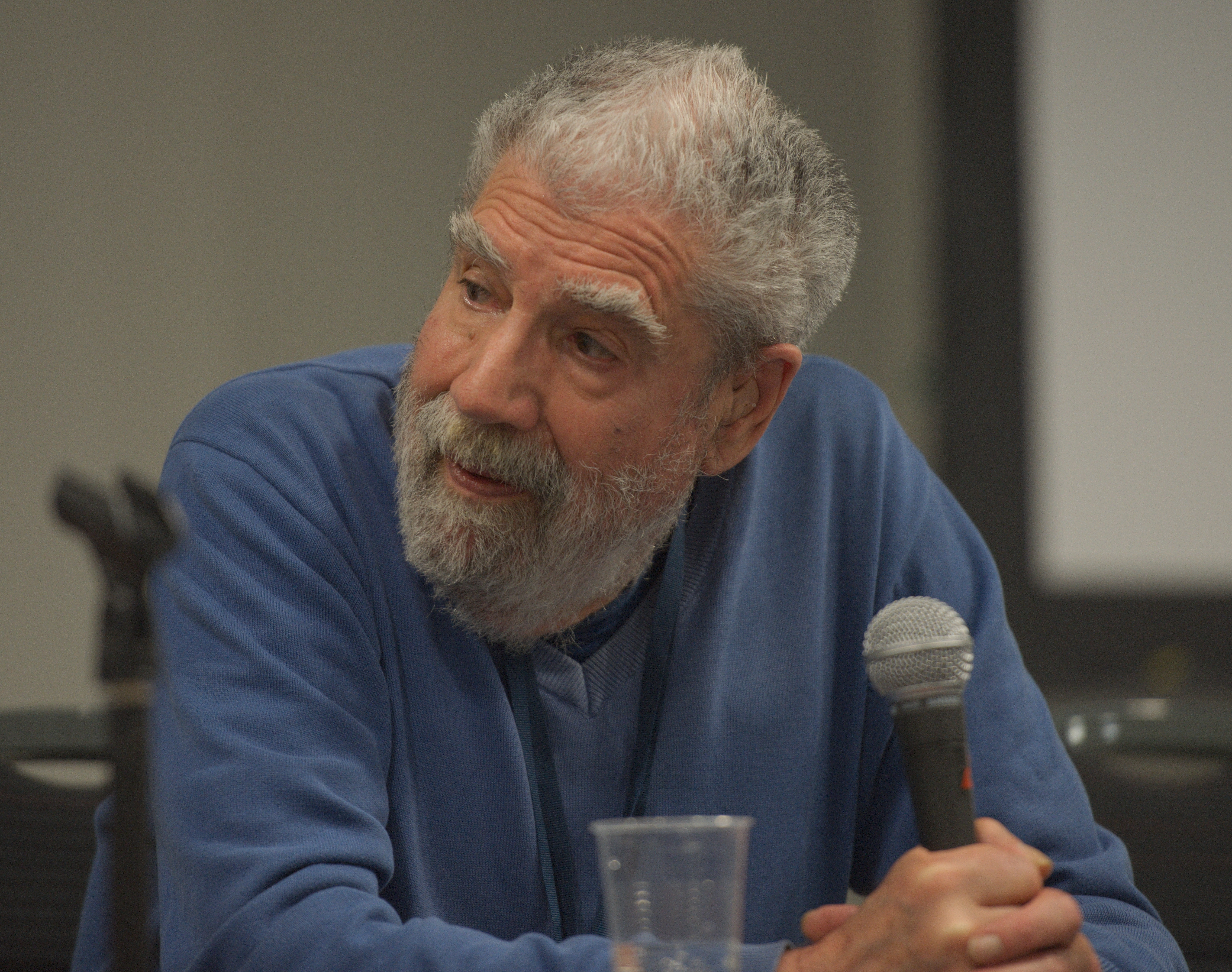
بيتر نيكولز يناقش موسوعة الخيال العلمي في لندن، وورلدكون 2014

في موسوعة الخيال العلمي، كتب بيتر نيكولز أن «الخيال العلمي السهل» هو «ليس بندا دقيقا في مصطلحات الخيال العلمي»، وأن التناقض بين الخيال العلمي الصعب والسهل «غير منطقي أحيانا». وفي الواقع، فإن الحدود بين العلوم «الصعبة» و«السهلة» ليست أكيدة أو متفق عليها عالميا، لذلك ليس هناك معيار واحد يحددها. قد يرى بعض القراء أن أي انحراف عن مسار الممكن أو المحتمل (على سبيل المثال، إدخال السفر عبر الفضاء بأسرع من الضوء أو القوى الخارقة) هي علامة «السهولة». قد يرى آخرون التركيز على الشخصيات أو الآثار الاجتماعية للتغير التكنولوجي (ولكنها ممكنة أو محتملة)، كخروج عن قضايا العلم والتكنولوجيا والهندسة التي حسب رأيهم يجب أن تكون محور الخيال العلمي الصعب. ونظرا لافتقار هذه التعاريف للمعايير الموضوعية والواضحة، فإن «الخيال العلمي السهل» لا يشير إلى صنف أدبي فرعي لكن إلى الميل أو النوعية.
في قاموس اكسفورد للخيال العلمي، وضع تعريفان للخيال العلمي السهل. التعريف الأول هو الخيال العلمي الذي يركز في المقام الأول على التقدم في العلوم السهلة واستقرائها؛ وهي العلوم الاجتماعية لا الطبيعية. التعريف الثاني هو الخيال العلمي الذي لا تشكل فيه العلوم أهمية للقصة.

## أصل الكلمة
تم تشكيل مصطلح الخيال العلمي سهل كمكمل لمصطلح سابق وهو الخيال العلمي الصعب.
أقدم ذكر معروف لهذا المصطلح ظهر في كتاب «1975: سنة الخيال العلمي» بقلم بيتر نيكولز، في مجلة نيبولا أواردز ستوريز 11 (1976). كتب «تكشف نفس القائمة عن التحول الذي حدث بالفعل من الخيال العلمي الصعب (الكيمياء والفيزياء والفلك والتكنولوجيا) إلى السهل (علم النفس والبيولوجيا والأنثروبولوجيا وعلم الاجتماع، وحتى [...] اللغويات) وهي مستمرة بقوة أكثر من ذي قبل».

## التاريخ

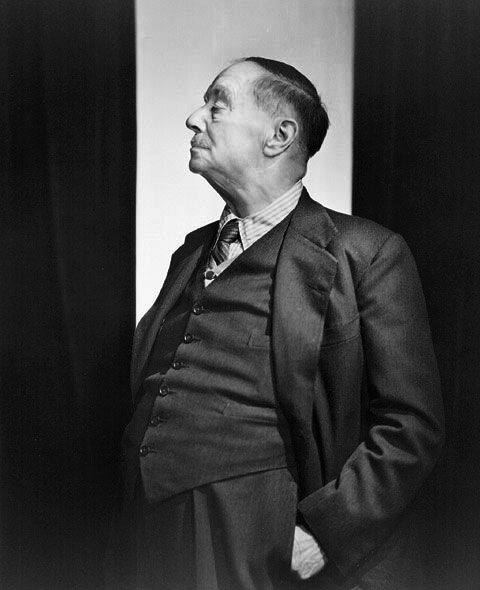
السير هربرت جورج ويلز، أحد أوائل من كتبوا عن الخيال العلمي السهل.

وصف بول أندرسون، في كتابه “أفكار عن كاتبي الخيال العلمي” (سبتمبر 1998)، هربرت جورج ويلز كنموذج للخيال العلمي السهل: «ركّز ويلز على الشخصيات والعواطف والتفاعلات» عوض التركيز على العلوم أو التكنولوجيا، على سبيل المثال، الرجل الخفي أو آلة الزمن. يشير جيفري والمان إلى أن الخيال العلمي السهل نشأ من الأدب القوطي في كتابات إدغار آلان بو وماري شيلي.
ذكر كارول ماكغويرك أن «المدرسة السهلة» هيمنت على الخيال العلمي في الخمسينات، مع بداية الحرب الباردة وتدفق القراء الجدد إلى عالم الخيال العلمي. ومن أوائل من كتبوا في هذا النوع كانوا ألفريد بيستر، فريتز لايبر، راي برادبري وجيمس بليش، وكانوا أول من اخترق تقاليد الخيال العلمي الصعب و«توغل في عملية الاستقراء»، مشددين على الشخصيات وتوصيفها. ويضع ماكغويرك أمثلة محددة من هذه الفترة، ويصف رواية يد الظلام اليسرى (1969) بقلم أورسولا لي جوين بأنها «من كلاسيكيات الخيال العلمي السهل». كما طورت الموجة الجديدة في الخيال العلمي هذا الصنف في الستينات والسبعينات. كما تطور عنه السيبربنك في الثمانينات.
يحدد ماكغويرك صنفين فرعيين من الخيال العلمي السهل: «الخيال العلمي الإنساني» (حيث يكون البشر، بدلا من التكنولوجيا، هم سبب التقدم أو يكونون أصل التغير في القصة، وغالبا ما تنطوي على تأمل حالة الإنسان) و«أدب النوار العلمي» (التركيز على الجوانب السلبية للطبيعة البشرية، وغالبا في أحداث ديستوبية).

## أمثلة
على سبيل المثال، يمكن وصف كتاب مثل 1984 للكاتب جورج أورويل بأنه خيال علمي سهل، لأنه يهتم في المقام الأول بما يحدث من تغيير في المجتمع والعلاقات الشخصية من قبل قوة سياسية تستخدم التكنولوجيا بلا رحمة؛ رغم أنه مصدر لعديد الأفكار والاستعارات التي يتم استكشافها عادة في الخيال العلمي اللاحق، (حتى في الخيال العلمي الصعب)، مثل السيطرة على العقل والمراقبة. كما أن أسلوبه واقعي جدا، ورغم أن أحداثه تدور في المستقبل، فإنه يتوافق أكثر مع روايات التجسس أو الإثارة السياسية من حيث المواضيع والمعالجة.
ومثال آخر من الخيال العلمي السهل هو فيلم اختراع الكذب الذي كتبه ريكي جيرفيه والذي يستكشف بيئة بديلة حيث الكذب مستحيل. ومع ذلك، تبدو البيئة مشابهة نسبيا لعالمنا من حيث الجماليات والتقدم الصناعي.
على النقيض من ذلك توجد رواية RUR بقلم كارل تشابك، وهي تعتبر المصدر الأصلي لفكرة الروبوت الموجودة في الكثير من أعمال الخيال العلمي الحديث، إلا أنها غير علمية في أسلوبها ونهجها. تم تصنيع روبوتات تشابك مثل رجال كعك الزنجبيل، ما يعني أن مخاوفه تدور حول الإرادة الحرة وأفكار الحرية الشخصية، وبهذا تعتبر مسرحيته في الأساس ضمن الخيال العلمي السهل، أو حتى الفانتازيا الأدبية.
أشار جورج إلريك، في كتابه «دليل الخيال العلمي للقراء والكتاب» (1978)، إلى مجموعة برايان ألديس القصصية بعنوان مظلة الوقت (1959) كمثال من الخيال العلمي على أساس العلوم السهلة.
تعتبر سلسلة الكثبان من معالم الخيال العلمي السهل. حيث قام فيها فرانك هيربرت بقمع التكنولوجيا في عالم السلسلة حتى يتمكن من التحدث عن مستقبل البشرية، بدلا من مستقبل التكنولوجيا الإنسانية. وتعتبر الكثبان وصفا لما قد يحدث لحياة البشر ومؤسساتهم بمرور الوقت.

## أهم الأعمال

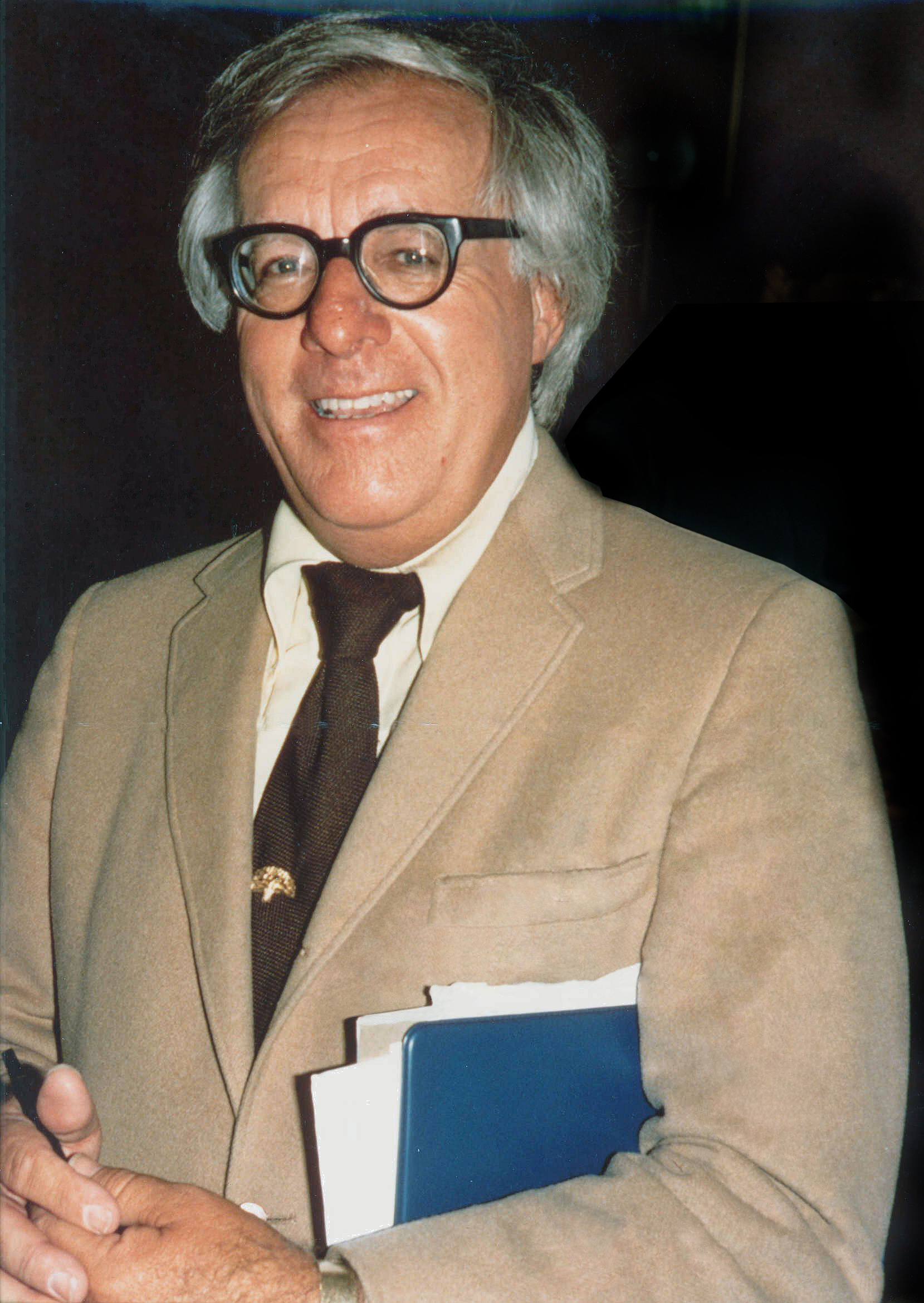
راي برادبوري أحد أهم كتاب الخيال العلمي السهل مثل “الوقائع المريخية” و “فهرنهايت 451”.

### أدب قصير
- هربرت جورج ويلز، آلة الزمن (1895) والرجل الخفي (1897)[3]
- مايلز بروير، "The Gostak and the Doshes" (1930)
- راي برادبري، سجلات المريخ (1950، مجموعة قصص قصيرة)[10][11][12][13]
- جيمس بليش، «توتر سطحي» (1952)[6][NB 1]
- موراي لينستر، فريق الاستكشاف (1956)[10]
- بريان ألديس، ستارة الزمن (1959, مجموعة قصص قصيرة)[4]
- دانيال كيز، «زهور لألجرنون» (1959)[13]
- ساكيو كوماتسو، «شيغاتسو جويوكاكان» (1974)[14]

### روايات
- ألفرد بستر، الرجل المدمر (1953)[6][11]
- راي برادبري، فهرنهايت 451 (1953)[6][12]
- جاك فانس، لغات باو (1958)[15]
- فيليب ك. ديك، الزمن من خارج المفصل (1959) أوبيك (1969)[12][16]
- والتر ميلر الابن، أنشودة إلى لايبوفيتز (1960)[6]
- روبرت أنسون هاينلاين، غريب في أرض غريبة (1961)[12]
- فرانك هربرت، كثيب (1965)[9]
- صامويل ديلاني، بابل-17 (1966)[15]
- أورسولا لي جوين، يد الظلام اليسرى (1969) المحرومون (1974)[6][12]
- روبرت سيلفربرغ، الموت من الداخل (1972)[6]
- مايكل سوانويك، في التيار (1984)[6]
- كيم ستانلي روبنسون، الشاطئ البري (1984)، (الكتاب الأول من ثلاثية أجزاء كاليفورنيا الثلاثة)[6]
- ديفد برين، ساعي البريد (1985)[6]
- أودري نيفنيغر، امرأة المسافر عبر الزمان (2003)[13]

### السينما والتلفزيون
تشمل الأمثلة على الخيال العلمي السهل في السينما والتلفزيون:
- سلسلة ستارغيت
- سلسلة ستار تريك
- الحدود الخارجية
- سلسلة فارسكيب
- سلسلة الملفات الغامضة
- سلسلة كوكب القرود
- سلسلة المنهي
- الكثيب لفرانك هربرت وتتمته المباشرة أطفال الكثيب
- سلسلة فايرفلاي
- سلسلة دكتور هو